# Julus barroisi
Julus barroisi är en mångfotingart som beskrevs av Carl Oscar von Porat 1893. Julus barroisi ingår i släktet Julus och familjen kejsardubbelfotingar. Inga underarter finns listade i Catalogue of Life.